# Charles Valton
Pour les articles homonymes, voir Valton.
Charles Valton, né le 26 janvier 1851 à Pau et mort le 21 mai 1918 à Chinon, est un sculpteur animalier français.

## Biographie
Cadet des trois fils du professeur Alexis Edmond Valton (1805-1873) - l'aîné étant le peintre Edmond Eugène Valton qui figurera en 1884, aux côtés de Georges Seurat, Paul Signac et Henri-Edmond Cross, parmi les fondateurs du Salon des indépendants - Charles naît à Pau dans les Pyrénées, mais grandit à Paris où il fréquente assidûment le Jardin des Plantes. Admis à l'École des beaux-arts de Paris, il y est l'élève d'Antoine-Louis Barye et d'Emmanuel Frémiet, eux-mêmes sculpteurs animaliers.

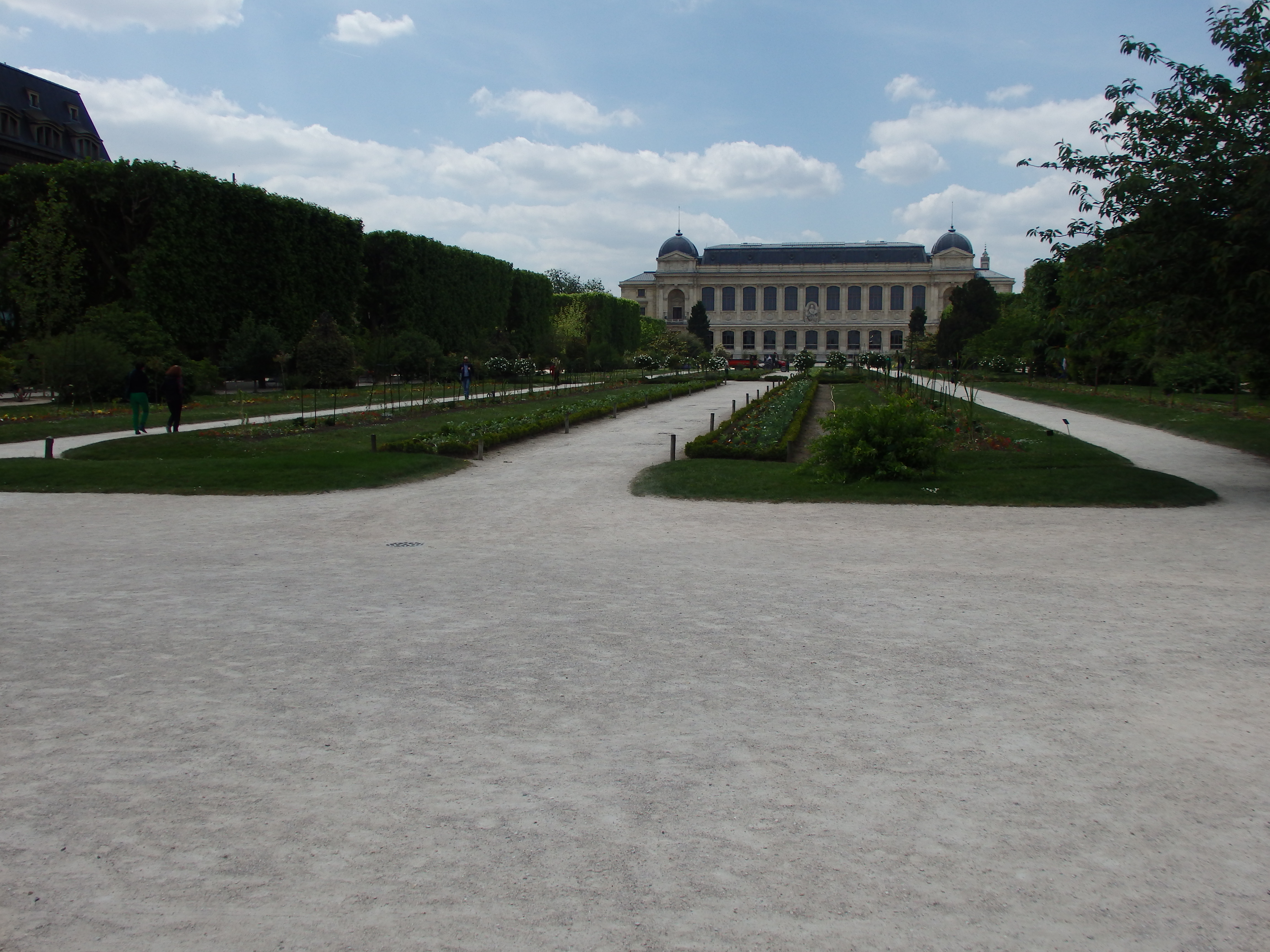
Jardin des plantes de Paris
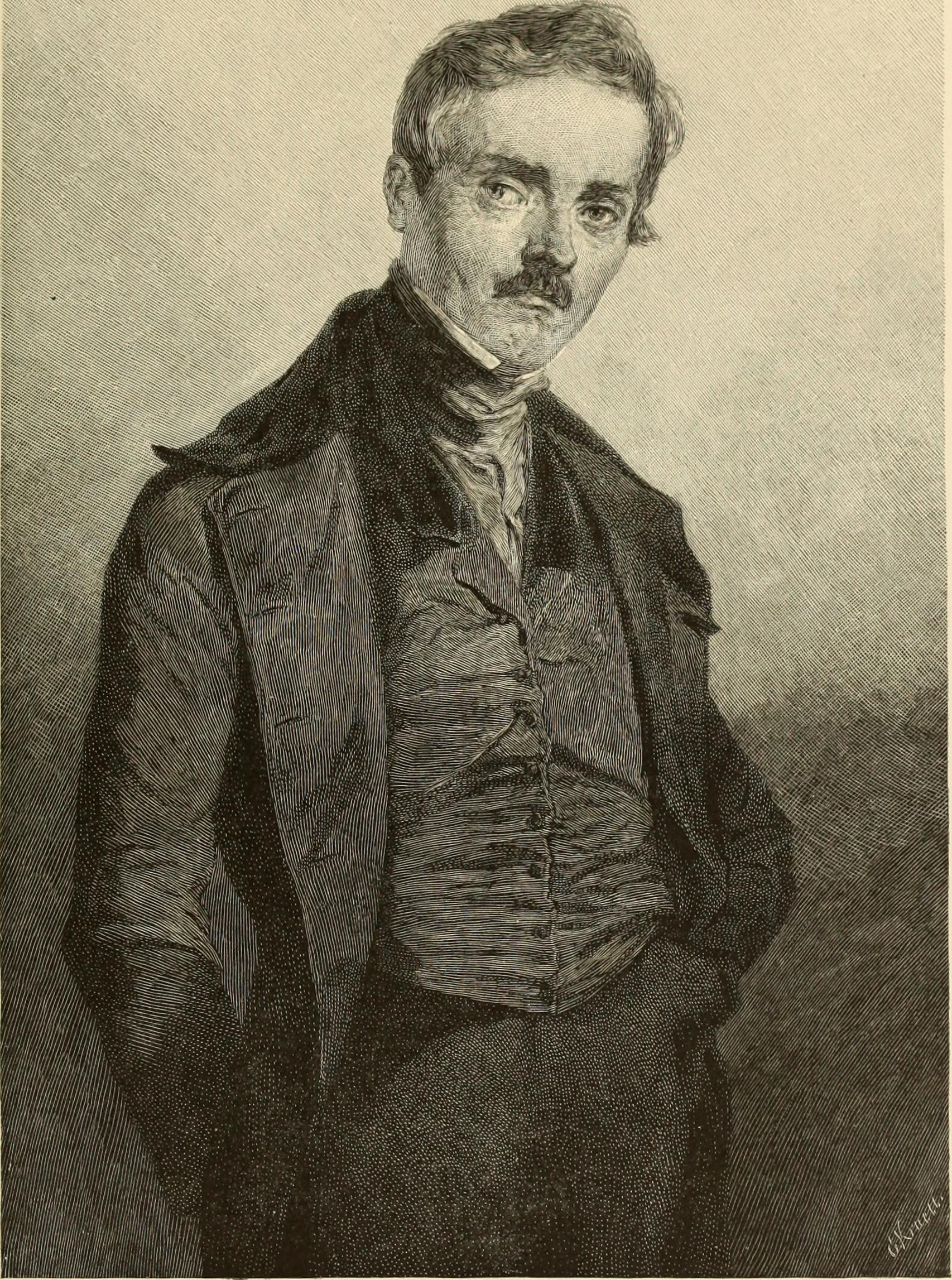
Antoine-Louis Barye
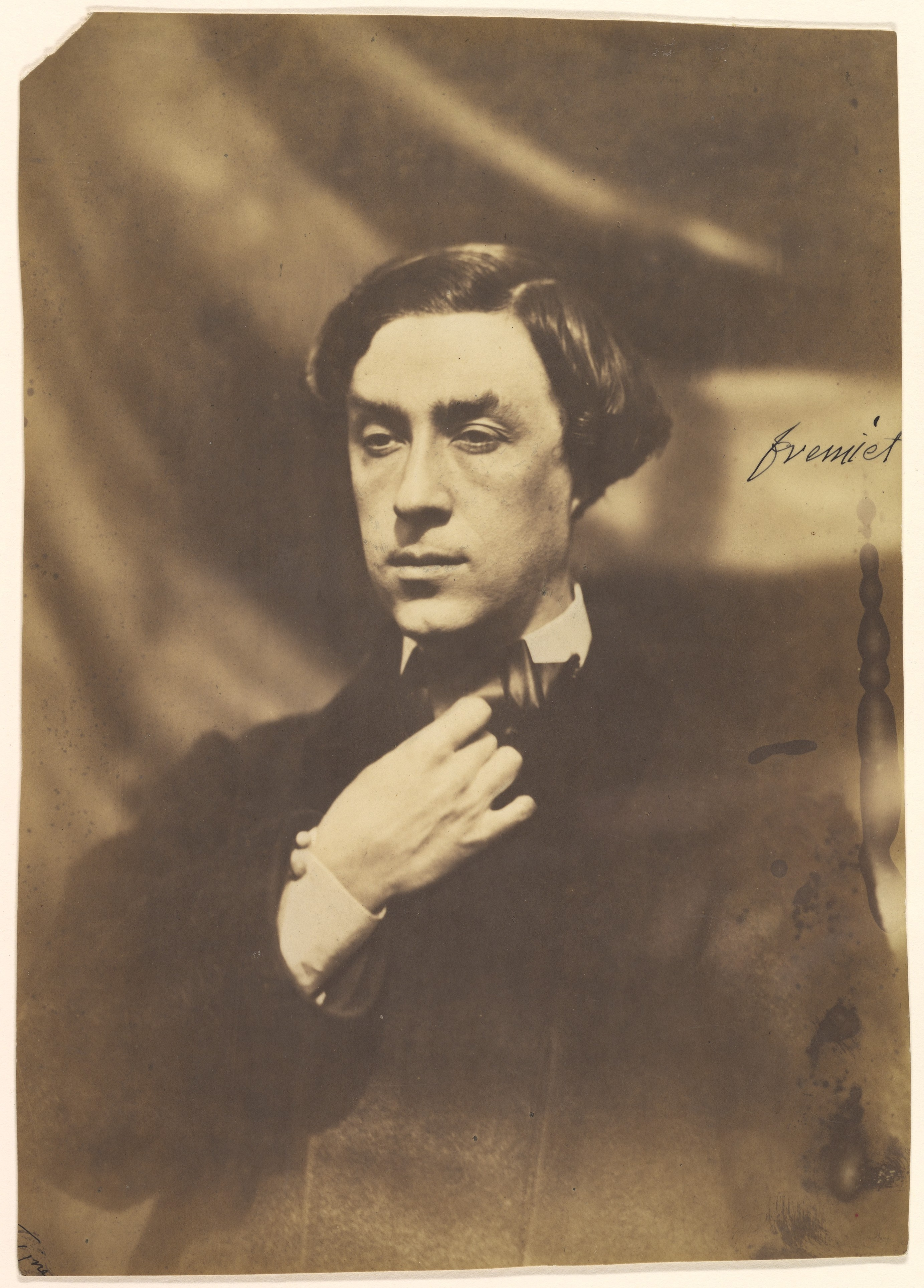
Emmanuel Frémiet

De 1868 à 1914, Charles Valton produit plus de 70 modèles animaliers et est nommé professeur de sculpture à l'école Germain Pilon à Paris en 1883.
De son mariage le 22 avril 1889 avec Ida Thérèse De Smet naît un fils, Maurice (1887-1961) qui sera artiste dessinateur.
Pour Bénédicte Pradier-Ottinger, dont l'observation porte plus particulièrement sur la cynégétique à partir de 1830, Charles Valton est à situer, avec Antoine-Louis Barye, Jules Moigniez, Jean-François-Théodore Gechter et Pierre-Jules Mène, parmi les artistes représentatifs d'« un art animalier en plein essor, devenu un élément décoratif de prédilection des intérieurs bourgeois, à travers les bronzes d'édition et, dans une moindre mesure, les biscuits de la manufacture de Sèvres ».

## Œuvres
« Présentant des animaux à l'anatomie réaliste, le plus souvent en pleine action », Charles Valton s'est particulièrement intéressé aux félins. Ses bronzes Lion rugissant, Lion marchant, Lionne blessée sont parmi ses œuvres les plus connues.
Certains de ces modèles ont fait l'objet d'éditions de réductions en bronze, notamment chez les fondeurs Siot-Decauville et Ferdinand Barbedienne.
Parmi les œuvres de Charles Valton visibles dans l'espace public, le groupe de Mouflons à manchettes d'Algérie et la Lionne blessée ornaient le Jardin des plantes de Nantes, et le parc Monceau à Paris, avant d'être envoyés à la fonte sous le régime de Vichy.

## Expositions
- Salon de peinture et de sculpture, puis Salon des artistes français, de 1868 à 1914 (médaille de troisième classe en 1875, médaille de deuxième classe en 1885, sociétaire en 1885)[11].
- Salon des arts vivants, Paris, 1883.
- Exposition universelle de Paris de 1889 et de 1900 (médaille à chacune d'elles)[11].
- Salon des Champs-Élysées, Paris, 1893[12],[13].
- Exhibition of works by modern French artists, Laing Art Gallery, Newcastle upon Tyne, 1921.
- Voyage, Galerie Nicolas Bourriaud, Paris, décembre 2018 - janvier 2019[6].

## Collections publiques

### Algérie
- Musée national Zabana d'Oran, Le prélude : tigre et tigresse, bronze 160x65x90cm[14].

### Australie
- The David Roche Foundation House Museum, North Adelaide[15].

### Brésil
- Gare centrale de Recife, Deux aigles, l'un tête baissée, l'autre tête dressée, fontes[16].

### États-Unis
- National Museum of Wildlife Art, Jackson Hole (Wyoming) :
  - Panthère, bronze.
  - Lionne et ses petits, bronze.

### France

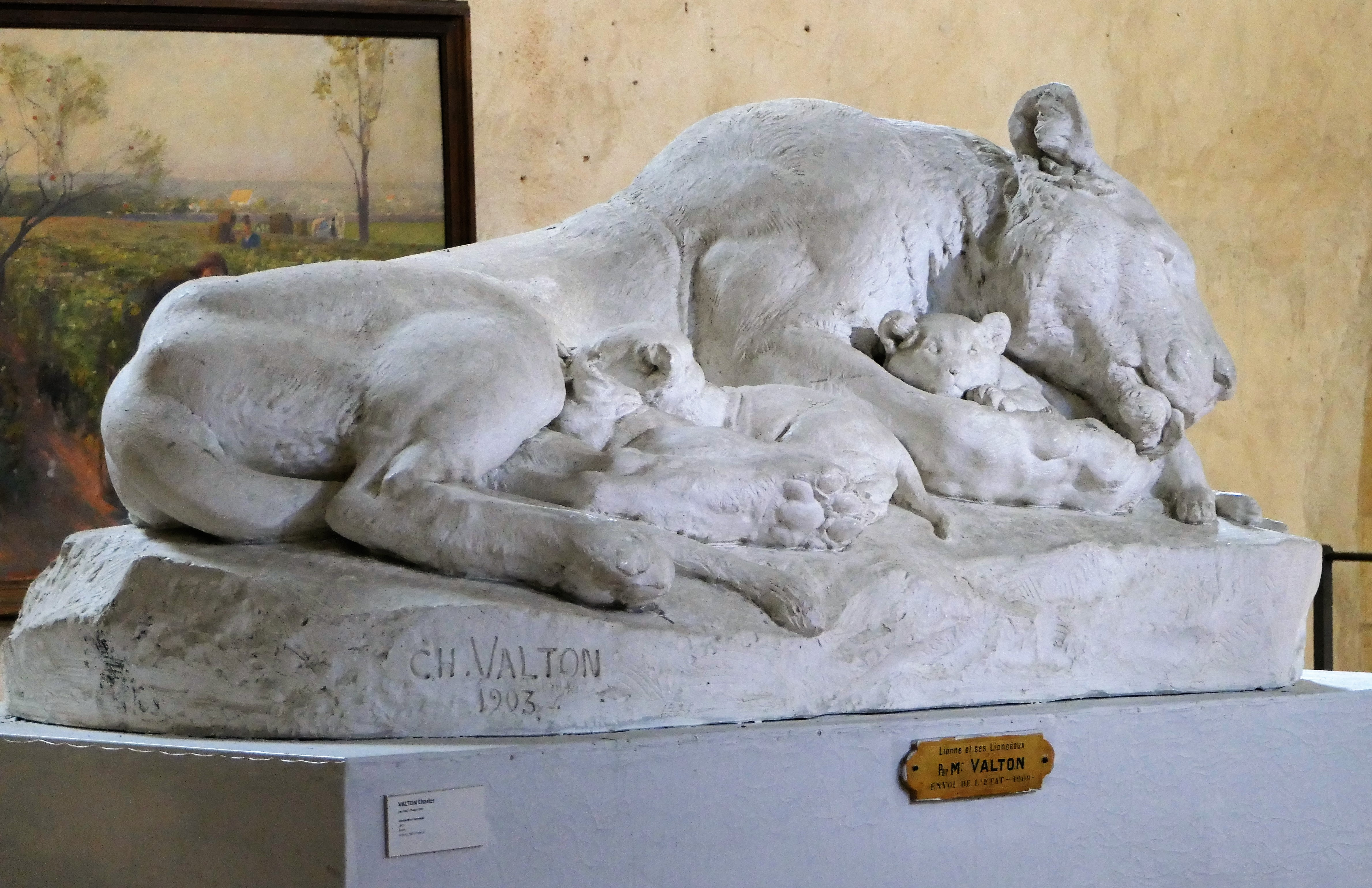
Lionne et ses lionceaux, plâtre, 1903, musée Saint-Nazaire de Bourbon-Lancy.

- Musée Saint-Nazaire de Bourbon-Lancy, Lionne et ses lionceaux, plâtre, 1903[17].
- Château-musée de Dieppe, Loup suivant des traces dans la neige, statuette en grès, 1898[18].
- Musée Emmanuel-de-la-Villéon, Fougères, Sous l'œil du dompteur : un lion, deux lionnes, plâtre 172x165x140cm[19].
- Musée Despiau-Wlérick, Mont-de-Marsan, Lionne et lionceaux, bronze 21x39x13cm, avant 1904[20].
- Palais de justice de Nantes, Lion, bronze 165x125x325cm, 1914[21].
- Préfecture de Loire-Atlantique, Nantes, Mouflons à manchettes, marbre 215x150x125cm[22].
- Musée Camille-Claudel, Nogent-sur-Seine, Loup avançant dans la neige, grès et porcelaine 16x29x9cm, 1898[23].
- Petit Palais, Paris, La première proie, plâtre[24].
- Fonds national d'art contemporain, Puteaux :
  - Lion du Soudan, plâtre 150x170x84cm[25].
  - Deux corps de félins, plâtre[26].
- La Piscine - Musée d'Art et d'Industrie André-Diligent, Roubaix, Lévrier assis, grès émaillé, 1900[27].
- Musée d'Art moderne et contemporain de Saint-Étienne Métropole, Préludes d'amour, tigre et tigresse, plâtre 140x85x200cm[28].

### Pérou
- Paseo Los Heros Navales, Avenida Paseo de la Republica, Lima, Deux condors, fonte[29].

### Russie
- Musée de l'Ermitage (Musée d'art moderne occidental), Saint-Pétersbourg :
  - La lionne blessée, bronze 29x44x11,5cm[30].
  - Lion, bronze 21,5x25x12,5cm[31].

## Élèves
- Edmond Henri Becker (1871-1971).
- André-Vincent Becquerel (1893-1981).
- Max Blondat (1879-1926)[32].
- Georges Colin (1875-1917).
- Maurice Prost (1894-1967).
- Lucien Seevagen (1887-1959).

Œuvres de Charles Valton
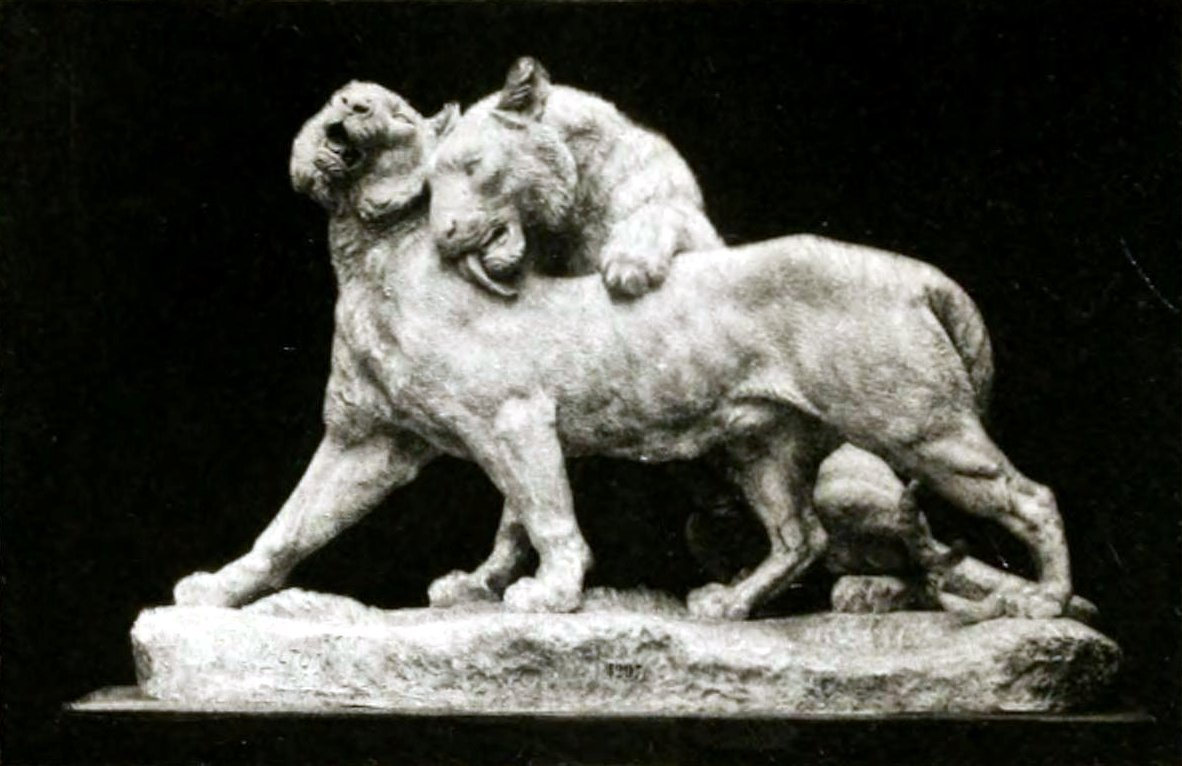
Préludes d'amour (Salon de 1885).
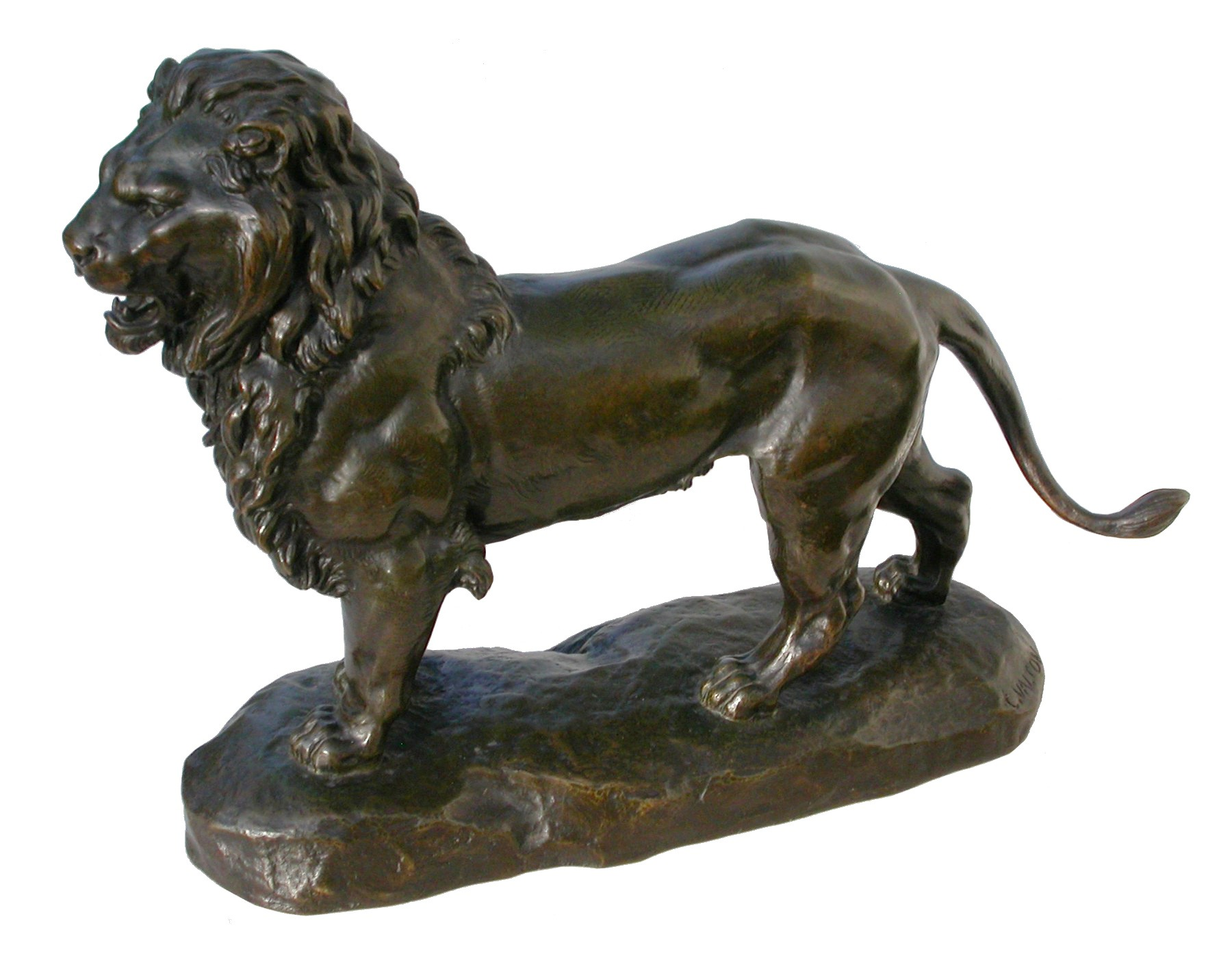
Lion marchant (attribution), localisation inconnue.
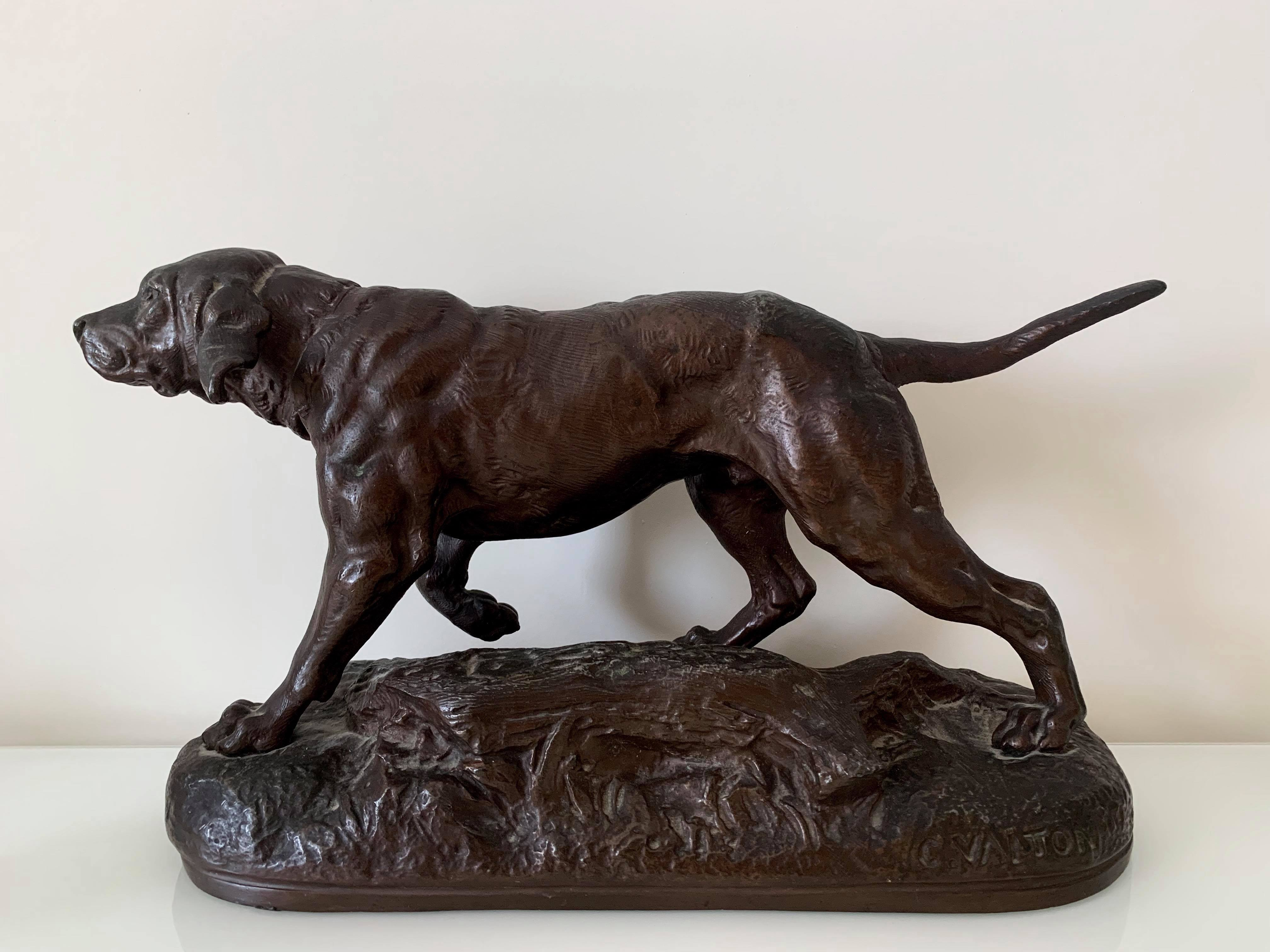
Chien de Chasse (attribution), localisation inconnue.